# Point d'appui de Las Planas
Pour les articles homonymes, voir Planas.
Le point d'appui de Las Planas était une petite position fortifiée du secteur fortifié du Dauphiné (ligne Maginot des Alpes). Il est également connu sous le nom de « batterie de la Tête de Vinaigre » bien qu'il n'y aucun emplacement pour des pièces d'artillerie à proximité.

## Situation
Le point d'appui de Las Planas est situé dans le Nord du département des Alpes-Maritimes, près de Saint-Dalmas-le-Selvage, à environ 2,5 km au Sud-Sud-Ouest du hameau de Bousiéyas. Il a été construit sur la tête de Vinaigre (2 394 m), cet emplacement offrant d'excellentes vues vers le col du Fer, le vallon du Pra et le point d'appui du Lauzarouotte.

## Mission
Le point d'appui de Las Planas avait pour mission la surveillance de la haute vallée de la Tinée et plus particulièrement des débouchés du col de Fer sur la frontière.

En avril 1940, le général Beynet, commandant du 14e corps d'armée, envisageait de lui confier une « action de résistance prolongée » et donnait des instructions pour que les travaux de construction de la position soient achevés pendant l'été 1940.

## Construction
Le point d'appui de Las Planas est constitué de deux ensembles d'époques différentes :
- un ancien blockhaus Séré de Rivières du XIXe siècle, certainement construit entre 1875 et 1885. Occupé en permanence jusqu'en 1914, il ne l'a été par la suite que de façon occasionnelle par différentes unités de chasseurs alpins ou d'infanterie alpine.
- quelques aménagements réalisés dans l'urgence autour du blockhaus  par les unités du secteur (main-d’œuvre militaire) après la déclaration des hostilités et pendant la "Drôle de guerre" ; ses aménagements sont d'ailleurs très modestes et n'ont pas été achevés. En effet, le site de Las Planas ne faisait pas partie des avant-postes dont la construction avait été décidée en urgence en 1927 par le gouvernement sur la ligne fixée auparavant par la XVe Région Militaire[3]. Il n'avait pas non plus été retenu en 1929 par la CORF qui plaçait la ligne principale de résistance très en arrière de la frontière, au niveau du col de la Moutière et du col de Restefond.

## Composition
- Le blockhaus Séré de Rivières est un petit casernement défensif sans étage d'environ 12 × 8 m couvert sur sa façade Est par un enrochement destiné à le préserver des tirs d'artillerie, qui a été doublé, en avant, par une banquette de tir. Les façades Nord et Sud, enduites d'un mortier imitant des moellons, sont percées de créneaux de fusillade tandis que deux grandes portes et deux fenêtres ont été aménagées dans la façade Ouest. Un escalier intérieur conduisait au toit terrasse aménagé en plate forme de tir avec des murs crénelés qui ont aujourd'hui disparu. À l'intérieur on trouvait deux chambres pour vingt-cinq hommes, une cuisine et un magasin. Les latrines extérieures ont la particularité d'être placées du côté attendu de l'attaque[4]. Le blockhaus du point d'appui pouvait communiquer par télégraphie optique avec les autres blockhaus de la cime de Pelousette et du mont des Fourches.

- Les aménagements réalisés avant la seconde guerre mondiale sont limités à des emplacements individuels de combat, parfois maçonnés, tout autour du sommet, et d'un abri alpin en tôle métro non achevé dont seule l'entrée et les murets de support des tôles ont été coulés.

## Combats
Il ne semble pas que le point d'appui ait été amené à intervenir, ni en juin 1940, ni en septembre 1944 ; il n’y a du moins aucune référence à des combats le concernant dans les sources d’informations consultées.

## Situation actuelle
Les aménagements réalisés avant la dernière guerre et le blockhaus Séré de Rivières sont totalement abandonnés mais le blockhaus a été condamné par des grilles placées sur les portes et les fenêtres afin de le protéger du vandalisme. À l'intérieur, on peut toujours apercevoir la belle charpente en bois qui soutient le toit-terrasse composé, comme celui des deux autres blockhaus de Pelousette et des Fourches, d'un plancher en bois doublé de zinc avec une couche d'isolement en gravier et en terre.
À noter enfin qu'un des très rares fourneaux de cuisine en maçonnerie, de marque Choumara, qui se trouvait encore dans le fort en 1991, a aujourd'hui disparu. Il a certainement été détruit lors de la construction du relais hertzien et se trouve donc enfoui sous les gravats accumulés dans le couloir arrière du fort.